# Wołosacze
Wołosacze (biał. Валасачы; ros. Волосачи) – wieś na Białorusi, w obwodzie brzeskim, w rejonie lachowickim, w sielsowiecie Żerebkowicze.

## Historia
W XIX i w początkach XX w. położone były w Rosji, w guberni mińskiej, w powiecie nowogródzkim.
W dwudziestoleciu międzywojennym leżały w Polsce, w województwie nowogródzkim, w powiecie baranowickim, w gminie Darewo. W 1921 miejscowość liczyła 197 mieszkańców, zamieszkałych w 37 budynkach, w tym 176 Białorusinów i 21 Polaków. 191 mieszkańców było wyznania prawosławnego i 6 rzymskokatolickiego.
Po II wojnie światowej w granicach Związku Sowieckiego. Od 1991 w niepodległej Białorusi.